# 조대환
조대환(曺大煥, 1956년 ~ )은 대한민국의 검사 법조인이다.

## 생애
경상북도 청송군 출신이다.
1986. 9. -  1988. 순천지청 검사로 재직 중 광양제철소 신축공사장 인부들을 돈을 받고 통근시켜 준 무허가 자가용 유상운송 사업자들을 단속하였고, 고객이 맡긴 보험금을 횡령한 보험사 광주 책임자를 구속수사 하였다.
1988. - 1990. 대전지검 검사로 재직하면서 당시 범죄와의 전쟁 전담 민생치안 검사로서 대전 시내 목포내기파, 족제비파, 김영현파 등 조직폭력배를 단속하고 인신매매 사범, 무허가 오락실 등 범죄유발, 범죄온상 환경을 단속한 민생치안 공로로 국무총리 표창을 받았다. 대학생을 저주지에 빠뜨려 죽인 조직폭력사범, 아파트분양관련 투기사범, 열차강도범, 은행현금차량 탈취범 등 대형사건을 처리하였다.
1990. - 1992. 인천지검 강력부, 특수부 검사로 재직하면서 부평식구파, 부천식구파, 신천석파, 석바위파 등 조직폭력배를 단속하고 골망파 행동대장을 검거했다. 타인의 주민등록등본을 이용하여 신규분양 아파트 분양후 전매하는 이른바 떴다방 투기사범과 금융기관 대출 알선 금융브로커를 단속하였다. 미아리 사창가 인신매매사범을 단속했다. 건설회사 및 건축현장에 필요한 건설기술자 면허를 대여 혹은 이를 알선한 건축비리 사범을 단속하고 인천항 화물운송 트럭들이 과적을 위해 자동차구조를 변경하는 교통위해사범을 단속하였다. 인천 남구청 위생과장, 관내 세무공무원 각 뇌물사건을 인지했다.
1993. - 1994. 대만대학 장기 연수후 귀국하면서 한국 지명수배제도와 대만通緝제도를 비교하고 지명수배제도의 개선책을 제시한 "대만의 통집제도" "지명수배제도에 관한 연구" 논문을 발표하여 수사기관의 지명수배제도 개선에 일조하였다.
1995. 서울지검 재직 중 국방장관에 대한 중앙일보 명예훼손 사건, 국가대표 코치 뇌물사건, 외국인 상대 바가지 협박 운전기사를 처벌했다. 법무부에서 발간한 "중국' 대만간 통일교류법제 연구" 및 대검에서 발간한 법률용어대역집 중국어편 집필에 참여하였다.
1996. 서울고검 재직 중 수사 및 소송서류의 열람 및 공개에 관한 관련법규의 정리와 개선책을 제시한 "기록관리의 적법절차 확립방안" 집필에 참여하였다.
1996. 순천지청 부장검사로 재직하면서 조직폭력배와 결탁하여 조직폭력배를 갈취한 법조브로커 단속, 경찰서 정보기기공사와 관련하여 뇌물을 수수한 경찰서장을 구속하였다. 중국과 대만의 인신구속제도를 비교한 논문을 법무연수원에 제출하였다.
1997. - 1999. 대구지검 조사부장, 특수부장으로 근무하면서 시민단체의 고발을 받아 법원 경매담당 공무원들의 경매광고 대가 뇌물사건을 전국 최초로 인지하고, 청구그룹 경영비리, 대구시청 버스운송관련 공무원 뇌물사건, 성주군 의회 의장 선거 비리, 대구도시개발공사 공사감독 관련 비리, 농수축협 대출비리 등을 단속하였다.  노역장 유치제도의 개선 방안, 음주운전 단속 법규의 문제점에 관한 논문을 법조협회에 제출하였다.
1999. - 2001. 서울지검 서부지청 부장검사 재직시 수자원공사 감사 뇌물 비리, 국민건강보험공단 이사장에 대한 노조 감금 폭행사건, 충암학원 회계 비리, 병원 의사등에 대한 리베이트 비리, 폐기물 부정처리, 건설기술자격수첩 부정발급 비리, 재건축조합 비리, 바지를 내세워 자동차 신규출고하여 매도하는 사기사범 등을 단속하였다.
2002. - 2003. 수원지검 부장검사로 재직하면서 과천, 시흥, 안산 일대의 그린벨트 훼손사범을 단속하였다. 경찰이 사건 송치를 가장하고 사건을 암장하는 사례를 근절하는 대책을 마련, 전국적으로 시행했다.
2004. 제주지검 차장검사 재직시 제주교육청 인사비리, 제주시장 직권남용 사건을 처리하였다. 교육감 선거 위반사범을 대거 단속하고, 현실에 맞는 새로운 양형기준과 형사부 검사의 업무경감방안, 불구속수사확대방안을 마련 시행했다.
2006. 11. 22. 대한변협, 소비자원(당시 소비자보호원) 공동주최의 공정한 법률서비스 환경이란 주제의 토론회에서 변협측 주제발표를 맡았다.
2007. 6. 21.(목) 국회 법제사법위원회 주최 행형제도의 개선에 관한 공청회에서 "행형법 개정에 대한 의견"을 진술하였다.
2014. 2. 12. (수) 국회 의원회관 제2소회의실에서 국회의원 이명수가 주최하고 한국교정학회, 재향교정동우회가 후원하는 "교정청 승격 추진을 위한 토론회"의 좌장을 맡아 진행하였다.
2015. 10. 21. 국가미래연구원 주최 "배임죄 이대로 좋은가?" 정책세미나에서 사회를 맡아 세미나를 진행하였다.
2010. -2017 싱크탱크 <국가미래연구원> 발기인, 이사로 활동하였다. 2014. 5. 경찰이 그 본연의 업무인 범죄예방 보다 순찰 등 범죄발생을 방지하기 위한 조치를 소홀히 하고 오히려 범죄 발생후 그 수사업무에 치중하려는 문제점과 그 해결책을 제시한 "범죕로부터 안전은 보장되는가?(길거리 범죄를 중심으로)"라는 보고서를 제출하였으며, 2014. 8. 우리 가석방제도가 독자적 철학과 기준 없이 무원칙하게 실시되는 점을 지적하고 그 개선점을 지적한 "형벌 집행에서의 정의(가석방에 대하여)"라는 보고서를 제출하였다. 2014. 9. 법원이 재판기간을 터무니 없이 지연시켜 헌법상의 신속한 재판을 받을 권리를 침해하고 있고, 또 보석제도를 무시한 인권침해기관이라는 점을 지적한 "대법원의 2대 적폐"란 글을 제출하였다. 2014. 11. 법무부가 검사를 본연의 수사업무에 투입하지 않고 타기관 파견이나 기획업무에 투입하여 국민의 신속한 재판을 받을 권리를 침해하고 있고, 출국금지제도를 무원칙하게 그리고 인권침해적으로 운용하는 점을 지적한 "법무행정의 2대 적폐"란 글을 제출하였다. 2016. 2. 검찰의 수사에 관한 재량권이 너무 커서 이를 합리적으로 제한할 필요가 있다는 취지의 "검찰의 과도한 재량 수사, 국민적 불신만 높인다."라는 글을 제출했다.  2014. 9. 국회의원들이 자신들 편의적으로 입법활동을 태업하고도 그 정당성을 확보하고자 국회법을 개악함으로써 생기는 문제점을 지적한 "국리민복을 후퇴시키는 국회 선진화의 적폐"라는 글을 제출하였다. 경제민주화와 관련하여 2015. 8. "헌법의 변천과정과 경제민주화" 2016. 1. "경제귀족 대기업 경제민주화를 해친다."는 글을 제출하였다. 2016. 6. 국제투기자본이 국경을 넘나들며 불노소득을 올리는 폐해를 방지하기 위해 토빈세 도입이 필요하다는 "국제투기자본과 토빈세"라는 글을 제출하였다. 기후변화에 적극 대처해야 한다는 취지에서 2016. 4. "기후변화와 환경규제" 2016. 10. "기업의 환경투자와 경제민주화"라는 글을 제출하였다. 2016. 9. 국가기간산업인 해운회사를 도산시키기 보다는 국유화하여 살려야 한다는 취지의 "관치금융과 국유화, 그리고 경제민주화"라는 글을 제출하였다. 2016. 2. 우리 회계제도의 후진성 및 전문가의 윤리성 부족으로 경제발전의 걸림돌이 된다는 내용을 담은 "우리 회계제도의 부패문제"라는 글을 제출했다. 개헌문제는 정치인들 입장이 아닌 국민의 입장에서 봐야 하고 지식사회가 적극 관여해야 한다는 "개헌과 지식사회의 역할"을 제출하였다. 2016. 8. 헌법적 입장에서 성매매처벌법은 성매수 및 매매자에 대한 성적 자기결정권과 평등권 침해임을 지적한 "성매매 처벌과 형벌의 보충성"이란 글을 제출하고, 2016. 5. 우리 법률이 그 집행율을 높이기 위해 너무 형벌에 의존하고 일부 사례에서 최선의 노력도 하지 않고 인력, 예산 타령만 한다는 것을 지적한 "보충성의 원칙 적용의 엄격성"이라는 글을 제출했다. 2015. 11. 적어도 의무교육기간 동안에는 국가의 정체성 즉 자유민주적 기본질서에 관한 국민교육이 필요하다는 취지의 "초중등교육과 자유민주적 기본질서의 수호"의 글을 제출했다.  2015. 11. 노숙의 권리도 존재하지만 적어도 타인의 권리를 침해하지 않도록 최소한의 국가관리는 필요하다는 취지의 "노숙인과 사회질서"를 제출하고, 2015. 10. 공개가 원칙인 공공정보가 사실은 공공기관의 자의적 결정으로 공개되지 않는 경우가 많다는 것을 지적한 "공공정보는 실제로 공개되도록 운용되어야 한다."는 취지의 글을 제출했다.
박근혜 정부 대통령직인수위원회 전문위원, 세월호 특별조사위원회 부위원장으로 활동했다. 새누리당 추천 몫으로 세월호 특별조사위원회 부위원장을 맡았지만 이석태 세월호 특별조사위원회 위원장이 '정치 편향적'이라고 반발하여 사퇴했다. 검찰이 수사를 벌이고 있는 대우조선해양의 사외이사로 추천되었지만 '정피아 낙하산' 논란이 일어 후보직에서 물러났다. 성매수범 판사를 두둔하는 글을 페이스북에 올려 변호사로서 책임윤리에 위배되고 법치주의를 훼손하는 행위라는 지적을 받았다.
2017. 9. 4. 부산시의회에서 개최된 (사)한국장기기증협회 주최  제1회 장기기증의날 기념 심포지엄에서 장기기증을 활성화하기 위한 토론에 참여하였다.

## 학력
- 서울대학교 법학 학사

## 경력
- 1981년 : 제23회 사법시험 합격
- 제13기 사법연수원 수료
- 1986년 : 광주지방검찰청 순천지청 검사
- 1988년 : 대전지방검찰청 검사
- 1990년 : 인천지방검찰청 검사
- 1992년 : 서울지방검찰청 검사
- 1995년 : 서울고등검찰청 검사
- 대구지방검찰청 특수부 부장검사
- 2000년: 서울지방검찰청 서부지청 형사3부 부장검사
- 2001년 6월 : 대전고등검찰청 검사
- 2002년 2월 : 수원지방검찰청 형사1부 부장검사
- 2003년 3월 : 제주지방검찰청 차장검사
- 2004년 6월 : 서울고등검찰청 검사
- 2005년 : 조대환 법률사무소 변호사
- 대한변호사협회 조정위원, 인권위원
- 서울시 건축분쟁조정위원회 위원장
- 서울중앙지방검찰청 형사조정위원
- 2007년 : 법률사무소 하우림 대표변호사
- 2008년 1월 : 삼성비자금의혹특별검사 특별검사보
- 서울지방변호사협회 증권커뮤니티 위원장
- 법무법인 렉스 대표변호사
- 서울교육청 공직윤리위원회 위원
- 서울서부교육청 인사위원
- 사단법인 국가미래연구원 이사
- 공공데이터전략위원회 위원
- 2014년 3월 : 대우증권 사외이사
- 2015년 1월 : 세월호 특별조사위원회 부위원장, 사무처장
- 2016년 5월 : 대우조선해양 사외이사
- 법무법인 대오 고문변호사
- 2016년 12월 ~ 2017년 5월 : 민정수석비서관
- 2019년 2월 ~ : 화신테크 고문

## 같이 보기
- 황교안 - 사법연수원 동기
- 박한철 - 사법연수원 동기